# Roberta Di Francesco
Roberta Di Francesco (29 de marzo de 2003) es una deportista italiana que compite en tiro con arco, en la modalidad de arco recurvo.
Ganó una medalla de oro en el Campeonato Europeo de Tiro con Arco en Sala de 2025, en la prueba de equipo. Además, consiguió una medalla de bronce en los Juegos Mundiales de 2025.

## Palmarés internacional
| Campeonato Europeo en Sala | Campeonato Europeo en Sala | Campeonato Europeo en Sala | Campeonato Europeo en Sala |
| Año                        | Lugar                      | Medalla                    | Prueba                     |
| -------------------------- | -------------------------- | -------------------------- | -------------------------- |
| 2025                       | Samsun (Turquía)           | Medalla de oro             | Equipo                     |